# Balthasar Heinrich von Nischwitz
Balthasar Heinrich von Nischwitz – dyplomata żyjący na przełomie XVII i XVIII wieku, w latach 1701–1703 poseł króla Polski Augusta II Mocnego w Londynie, reprezentujący Polskę i Saksonię.
Przybył do Wielkiej Brytanii pod koniec 1701. W państwowych archiwach brytyjskich z 1702 figuruje jako „baron de Nitschwitz, poseł nadzwyczajny z Polski” (ang. Baron de Nitschwitz, Envoy Extraordinary from Poland). 24 listopada 1702 otrzymał zezwolenie władz brytyjskich na udanie się przez Holandię do Polski wraz z żoną i osobami towarzyszącymi.
Według katalogu Niemieckiej Biblioteki Narodowej sprawował urząd wielkiego ochmistrza nadwornego (niem. Oberhofmeister) księżny Anny Marii von Sachsen-Weißenfels (1683–1731). Niemiecka Biblioteka Narodowa wymienia kilka wariantów pisowni jego nazwiska (np. Nischwitz, Nietzschwitz, Nitzschwitz). W kościele pod wezwaniem św. Jerzego (niem. Ordenskirche St. Georgen) w Bayreuth w Bawarii zachowała się tarcza herbowa von Nischwitza jako kawalera Orderu Szczerości, nadanego 6 listopada 1716. 